# Oändlighetsaxiomet
Oändlighetsaxiomet (infinitetsaxiomet) är ett av de mängdteoretiska axiomen. Det som garanterar att det finns en mängd som omfattar alla naturliga tal:
{\displaystyle \exists A(\emptyset \in A\land \forall B(B\in A\to (B\cup \{B\})\in A))}.
Axiomet uttrycker att det finns en mängd sådan att den har {\displaystyle \emptyset } som element och att för varje element som förekommer i mängden är också det elementets efterföljare element i mängden. Alltså är mängden uppräkneligt oändlig.